# 히로시마 전철 900형 전차
히로시마 전철 900형 전차(일본어: 広島電鉄900形電車)는 히로시마 전철이 시내 노선(궤도선)에서 운용할 목적으로 오사카 시 교통국 (오사카 시영 전차)에서 중고 차량을 넘겨받아 1969년에 도입한 전동차 (노면전차 차량)이다.

## 요약
히로시마 전철에서는 기존 시내선에 재적한 소형 4륜축차를 대체할 목적으로 오사카 시영 전차 노선 축소에 따른 잉여가 된 2축 보기 차 각 형식을 오사카 시 교통국에서 1965년부터 1969년까지 4차에 걸쳐서 총 40량 넘겨받아 도입했다. 900형(이하"당 형식")은 그 최종 연차에 해당하는 제 4차 증비차, 오사카 시영 전차 2601형 전동차를 14량 물려받아 1969년 10월부터 같은 해 12월까지 도입한 것이다.
당 형식 이전에 750형 전차로 도입된 옛 오사카 시영 전차 차량 각 형식(1601형 · 1651형 · 1801형 전동차)는 모두 차체 길이가 13m를 넘는 대형차인 반면 당 형식과 동일한 오사카 시전 2601형은 차체 길이 12m 미만인, 오사카 시 교통국 내에서 '중형차'로 호칭되는 그룹에 속하는 차량인 점이 다르다.
오사카 시전 2601형은 종래 오사카 시영 전차에 재적 한 목조 2축 타수 자동차 등의 주요 장비를 유용하여 '무음 전철' '일본형 PCC 자동차 '등으로 호칭된 고성능 차량 3001형 전차, 그리고 당 형식의 프로토 타입 차량으로 선행 도입된 3000형 전차와 동일한 차체를 새로 제조한 차량으로 저렴한 제작비로 여객 서비스 향상을 도모 할 목적으로 1955년부터 1961년에 걸쳐 오사카 차량 공업에서 총 114량이 생산되었다. 이 중 히로시마 전철에 양도된 2601형 2626-2639는 후에 1인 승무 운전 대응 개조를 시공하고 당시 1인 승무 운전의 도입을 계획하던 히로시마 전철에 1인 승무 가능 사양 차량 전체가 양도되게 되었다.
히로시마 전철에서는 1969년 10월 17일에 901-904, 906-914의 13량이, 약 일주일 뒤인 그 해 10월 25일에 905까지 전체 차량이 모두 도착했다. 905-914의 10량은 일단 차장 승무 사양으로 개조하고 도입됐지만, 901-904의 4량에 대해서는 그와 같은 개조를 하지 않고, 히로시마 전철 최초의 1인 승무 사양 차로 준공되어 동년 12월부터 하쿠시마 선에서 운용을 개시했다. 또, 당 형식은 도입에 임하여 차체 도장의 변경은 이뤄지지 않았고, 대체로 오사카 시 교통국 재적 당시의 원형을 유지한 채로 도입되었다. 이것은 히로시마 전철이 다른 업체에서 인수받은 차량을 양도 전 사업자에 재적한 당시의 도장 상태 도입하는 계기가 돼 히로시마 전철이 애호가 사이에서 "움직이는 교통 박물관" "노면 전차 박물관"등의 별명으로 호칭되는 계기이기도 했다.
당초 차장 승무 사양으로 인수한 905-914에 대해서도 뒤에 1인 승무 대응으로 사양을 복귀하고 훗날 과반수의 차량을 대상으로 냉방 개조가 실시되었다.

## 차체
길이 12,480mm의 프레임 주요 부분을 탄소강으로 한 반 강제 프레임을 갖추었다. 전후 선두부에는 느슨한 후퇴 각을 마련하고, 3개의 창 중 운전대 부분에 해당하는 중앙부를 대형 광폭 고정 창문으로 좌우에 세로 모양의 개폐식 작은 창을 배치한 3000형 등의 새로 제조된 오사카 시전 차량의 표준 구조를 답습했다.
전면 중앙창 상단에 행선지 표시기 및 운행 계통 번호 표시기가 1개의 케이스에 정리되어 배치되고 있다. 히로시마 전철에 도입한 후 운행 계통 번호 표시기는 잠시 사용되고 있었지만 그 후 사용 정지, 타 차량과 같은 계통판을 장비했다. 훗날 이 부분에는 1인 승무 표시(ワンマン)가 게시된다. 오사카 시 교통국 재적 당시는 전면부를 향해 오른쪽에 집전 장치(뷰겔)의 상승 및 방향 전환시에 사용하는 와이어 감는 장치를 장착하고 있었지만, 히로시마에 도입시는 집전 장치를 Z형 팬터그래프로 변경했기 때문에 감는 장치는 필요 없어 철거되었다. 전조등은 백열등식을 전면 지붕 중앙부에 매입형 케이스를 통해 장착하고 후면 표지등(미등)은 전면부의 좌측에 1개 장비했다.
측면은 차체의 앞부분과 중앙부의 2개소에 미닫이식의 승객용 문을 배치한 좌우 비대칭 구조를 채용, 옆 창문 하단만 개폐, 상단을 H 고무 고정지지 한 이른바 '버스 창문' 구조로 창문 위치는 D (1) 3 (1) D 1 3 (D: 승객용 창문, 각 수치는 측창의 매수, 밑줄은 차장용 창문, 괄호는 수납식 창문을 나타낸다)이다. 차내는 롱 시트 사양으로 차내 조명에는 형광등을 채용했다. 당 형식의 전신인 오사카 시전 2601형 2626 - 2639은 같은 형식의 초기 자동차 차장 창문 부분을 다른 승객용 창문과 동일한 형상으로 있던 반면 가로 개폐창으로 개량한 점이 특징이었다.
차체 도장은 전술한 대로 오사카 시 교통국 재적 당시와 마찬가지로 차체의 하반부를 마룬, 위 절반을 베이지로, 오사카 시전에서 1인 승무 차를 나타낸 마룬, 베이지 색 경계 부분에 청색 띠를 배치한 도장으로 출고했다.

## 주요 장비

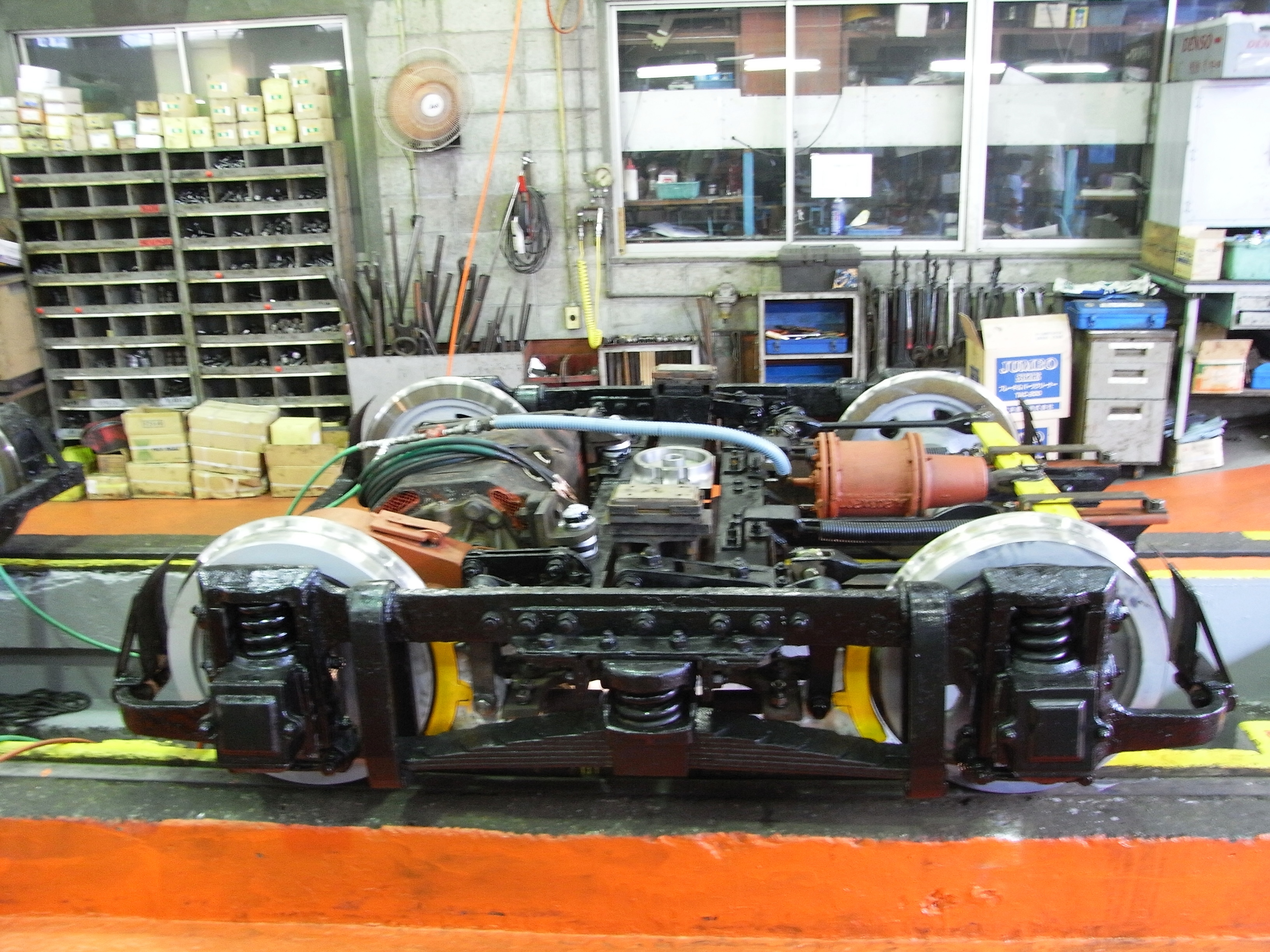
900형이 장착한 브릴 77E 대차

주요 기기는 기본적으로 오사카 시 교통국 소속 당시와 변화는 없다.
제어 방식은 각 운전대에 설치된 KR-8 직접 제어 장치(다이렉트 컨트롤러)에 의해 속도 제어를 실시하는 직접식이다. 메인 모터는 미쓰비시 전기제의 직권 정류자 전동기 MB-245-L(한 시간 정격 출력 38kW)을 1량당 2개 탑재, 구동 방식은 조괘 구동방식, 기어 비는 4.14(58:14)이다. 제동 장치는 구조가 간단한 SM-3 직통 제동을 상용하고 기타 비상 브레이크로 직접 제어기의 조작에 의해서 작동하는 발전 제동을 갖추었다. 집전 장치는 전술한 대로, 히로시마 전철의 도입에 임하여 Z형 팬터 그래프로 변경되고 지붕 중앙부에 1기 탑재한다.
대차는 브릴(J.G.Brill) 사제의 단조 강제 조립식 대차 77E를 원설계로, 스미토모 제강소(현 스미토모 금속 공업)에서 모방 생산된 브릴 77E 대차를 장착한다. 베어링부의 구조는 평 베어링(플레인 베어링)사양으로 바퀴 지름은 660mm이다. 이 대차는 진동 특성을 개선하는 승차감 향상을 도모했다.

## 운용

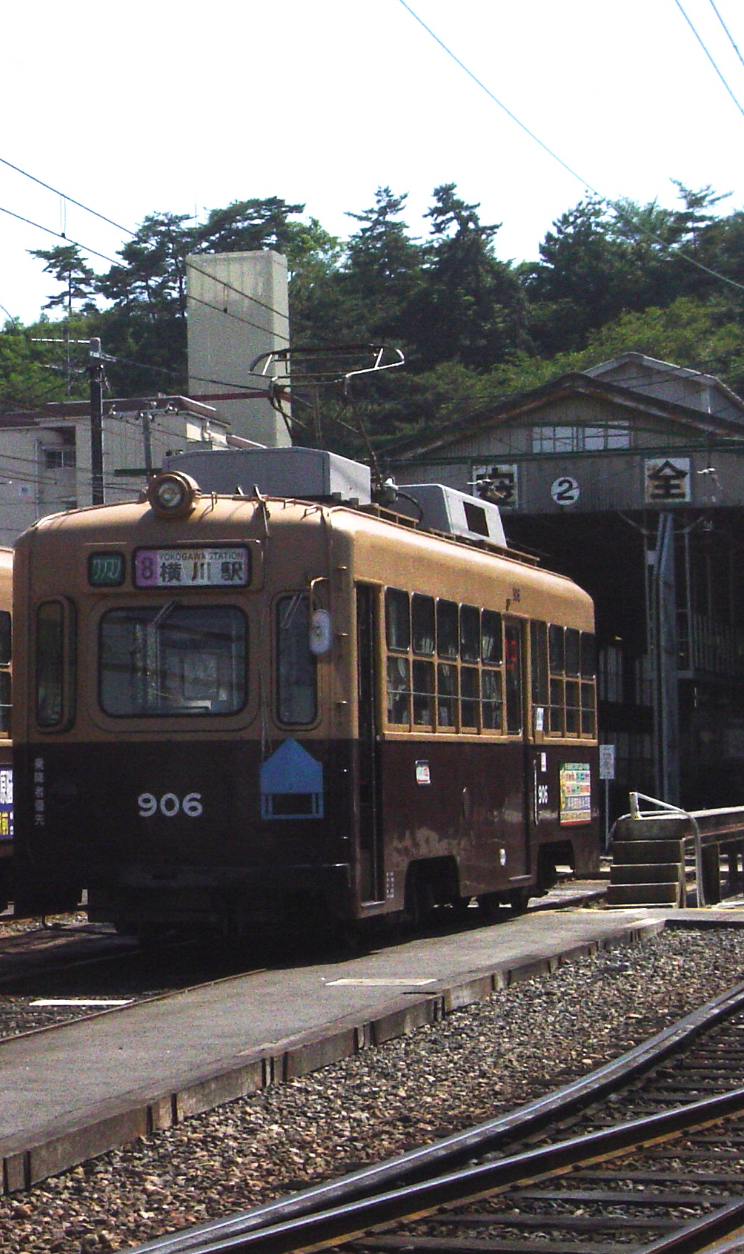
906호의 히로시마 전철 운행 당시의 모습(2004년 6월 5일, 에바 차고)

전술한 바와 같이 선행 도입된 2인 승무 사양 차량 905 - 914는 시내선 전 노선에서, 이어 도입된 1인 승무 사양 차량 901 - 904는 하쿠시마 선에서 각각 운용되었으나, 1인 승무 운전 노선의 증가와 함께, 2인 승무 사양 차에 대해서도 1973년 1월 27일자로 1인 승무 사양에 다시 개조되어 전 차량 1인 승무 사양이 되었다. 또한 이 시기에는 전면에 자동차와의 접촉 방지를 목적으로 마름모꼴의 경계 사인이 노랗게 도색되었다.
1975년 11월 1일에 발생한 센다 주차장 화재로 902가 사용 불가능이 되어 1977년 4월 4일에 폐차되었다.
남은 13량에 대해서는 차체 도장의 청띠 생략, 전면 경계색의 폐지 등이 실시되고 기타 전면 중앙 창문 개폐 구조화가 시행됐지만 시행 시기에 의해서 전면 창틀 형상이 다른 점이 특징이 되었다.
시내선 소속 차량의 냉방화가 진척되는 가운데 당 형식은 비냉방 차량으로 잔존했지만 1986년 8월부더 냉방 개조가 시작되면서 904-907, 910-914의 총 9량이 1989년 8월까지 차례차례 냉방화된다.
탑재된 냉각 장치는 다른 형식과 마찬가지로 미쓰비시 CU77A(냉각 능력 21,000kcal/h)로, 1량 당 1개의 지붕에 탑재, 냉방용 전원으로 정지형 인버터(SIV)가 지붕에 신설 되었다. 또한, 냉방 장치의 탑재에 따라 중량이 1t 증가해 주 전동기를 750형의 폐차 유용품인 도요 전기 제조 TDK-546/G1-A (한 시간 정격 출력 45kW)에 변경해 출력 증강을 도모하고, 기어 비율도 4.21(59:14)로 변경되었다. 그 외 전면 행선지 표시기의 전동화 시공되고 표시창의 상하 치수가 약간 커졌다.
냉방 개조의 대상에서 벗어난 901 · 903 · 908 · 909호 4량은 히로시마 전철에 재적하는 마지막 비냉방 차량으로 계속 운용되고 있었지만, 신형 차량의 도입에 따라 1998년 3월 20일자로 903 · 908 · 909가, 2000년 3월 31일자로 901이 각각 제적되었다. 이 4량의 도태 완료로 히로시마 전철은 영업용 차량의 냉방화율 100%를 달성했다.
과거에는 센다 차고, 에바 차고 두 차고에 배치됐고 시내선 전 노선에서 운용되고 있었지만, 2003년의 7호선 개업시 전 차량이 에바 차고에 집결하였다. 그래서 낮 시간대에서는 주로 7, 8, 9호선의 하쿠시마 선 운용 외, 출퇴근 시간대나 행사 때의 증발시에는 6호선 운용에도 오른다.
또한 당 형식에서는 모든 차량이 9호선 직통 방향막도 대응하고 있어, 에바 주차장 소속의 1900형과 함께 하쿠시마 선의 운용에 종사 할 수 있는데다 낮시간 9호선 직통 초저상 차량 1000형에 의한 운행 대주시에도 이 차량이 충당된다.
제조 시점에서 60년이 넘어가며, 특히 하부는 오사카 시전 1001형에서 계산하면 90년 이상에 달한다. 750형이 일반 운용에서 사실상 철수한 2015년 현재는 히로시마 전철에서 일반 운용을 할 수 있는 차량 중에서도 고참이며, 특히 여러 대가 존재하는 그룹으로는 가장 오래된 차량이 되었다. 차량의 노후화로 904, 905호가 2017년 3월에, 906호가 그 해 12월에 폐차되었다.

## 한국 서울의 906호
906호는 본래 노후화로 먼저 폐차된 904, 905호에 이어 2017년 말에 폐차하기로 하였다. 노원구는 경춘선 화랑대역 일대에 철도공원을 조성하려는 계획의 일환으로 폐차 예정인 906호를 구입하려는 의사를 전달하였고, 히로시마 전철측이 철도공원 조성 취지에 공감해 무상으로 양도하기로 그 해 9월 20일에 결정했다. 이에 따라 그 해 12월 21일 히로시마 항을 출발한 906호는 며칠 뒤인 2018년 1월 4일에 화랑대역에 도착하였다. 본래 2018년 하반기부터 동태 보존으로 전환해 6호선 화랑대역까지 운행할 예정이었으나 2020년 현재 계획은 잠정 보류되었고, 따라서 2020년 8월 차량 내부를 인형극장으로 소폭의 개조를 하였다.
화랑대역에 도착한 후 영하의 기온으로 인해 도색 훼손이 진행되어 흉물스러운 상태로 있었으나 그 해 6월에 도색 복원을 하였다.

## 차호별 상황
| 형식  | 차량번호(현재) | 인수 전의 차량번호 | 인수 시기   | 냉방 개조   | 폐차 시기   | 비고                      |
| 900형 | 901            | (오사카 시전)2628  | 1969년 10월 | ‾           | 2000년 3월  |                           |
| 900형 | 902            | 2631               | 1969년 10월 | ‾           | 1977년 4월  | 센다 차량기지 화재로 폐차 |
| 900형 | 903            | 2633               | 1969년 10월 | ‾           | 1998년 3월  |                           |
| 900형 | 904            | 2634               | 1969년 10월 | 1986년 8월  | 2017년 3월  |                           |
| 900형 | 905            | 2626               | 1969년 10월 | 1989년 7월  | 2017년 3월  |                           |
| 900형 | 906            | 2627               | 1969년 10월 | 1989년 6월  | 2017년 12월 | 노원구 화랑대역에 보존    |
| 900형 | 907            | 2629               | 1969년 10월 | 1986년 8월  | ‾           |                           |
| 900형 | 908            | 2630               | 1969년 10월 | ‾           | 1998년 3월  |                           |
| 900형 | 909            | 2632               | 1969년 10월 | ‾           | 1998년 3월  |                           |
| 900형 | 910            | 2635               | 1969년 10월 | 1987년 1월  | ‾           |                           |
| 900형 | 911            | 2636               | 1969년 10월 | 1987년 3월  | ‾           |                           |
| 900형 | 912            | 2637               | 1969년 10월 | 1989년 8월  | ‾           |                           |
| 900형 | 913            | 2638               | 1969년 10월 | 1987년 2월  | ‾           |                           |
| 900형 | 914            | 2639               | 1969년 10월 | 1986년 12월 | ‾           |                           |

## 사진

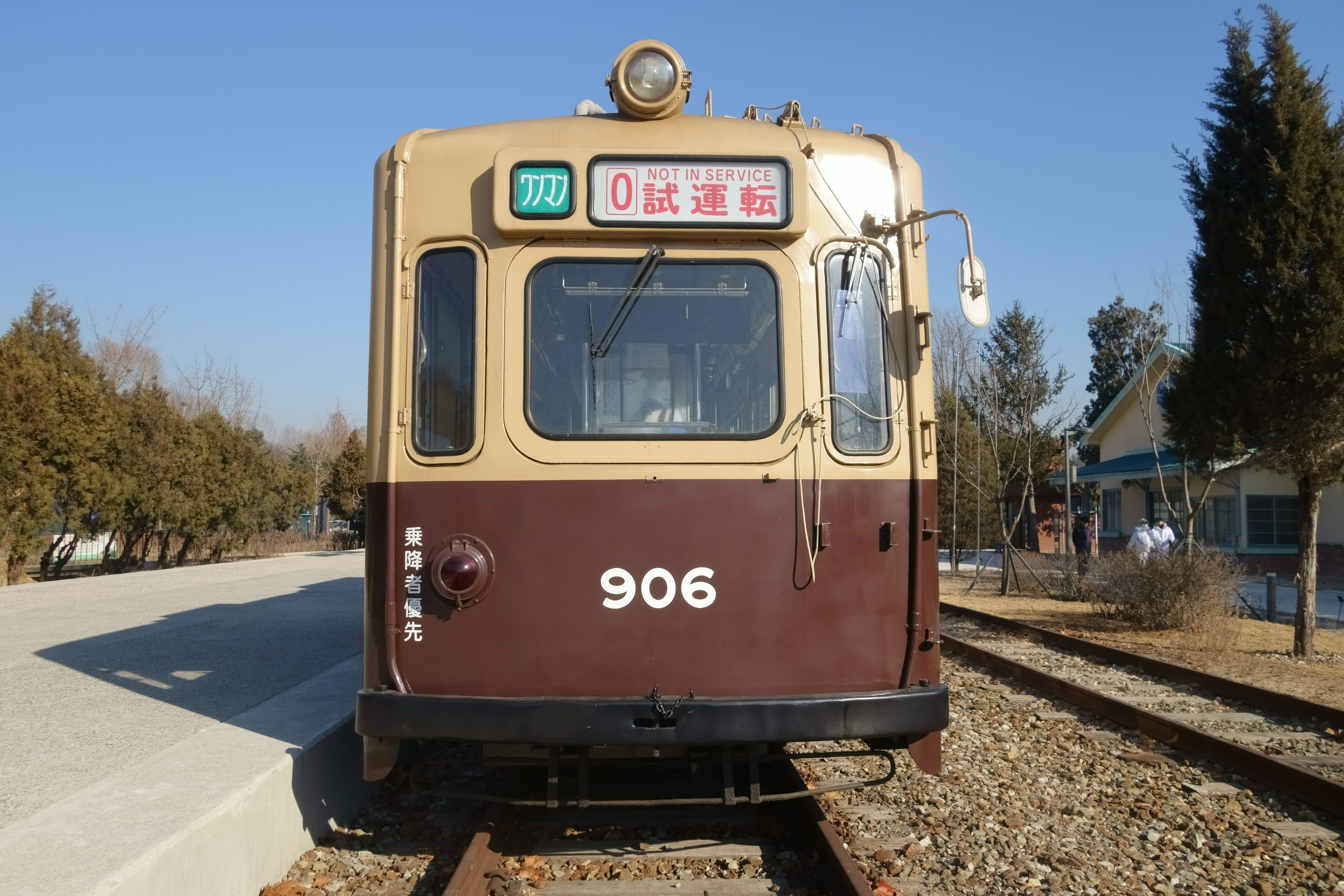
화랑대역에 보존된 906호 정면. 행선판은 '0 시운전'으로 되어있다.(2018년 1월 6일)
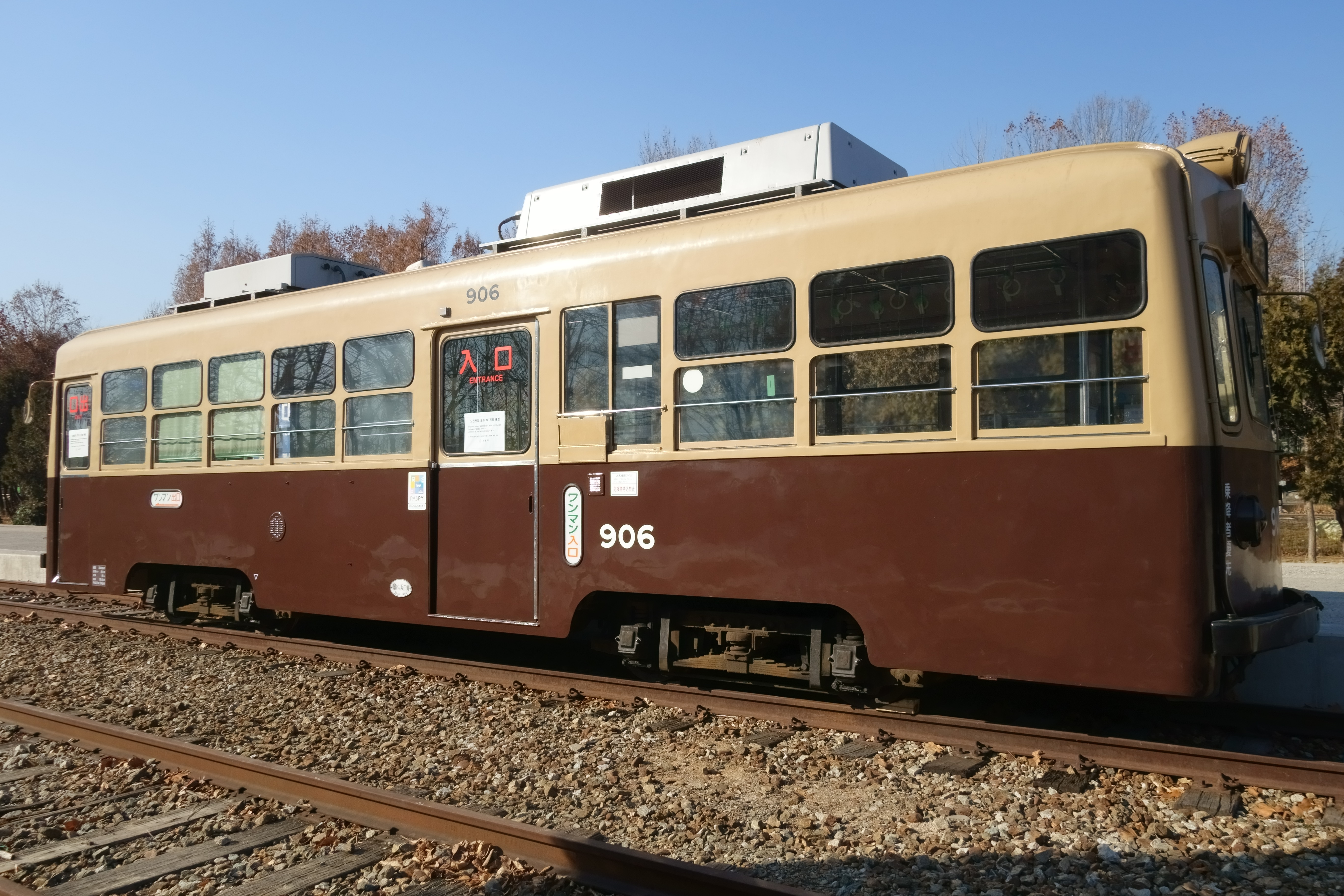
화랑대역에 보존된 906호 측면
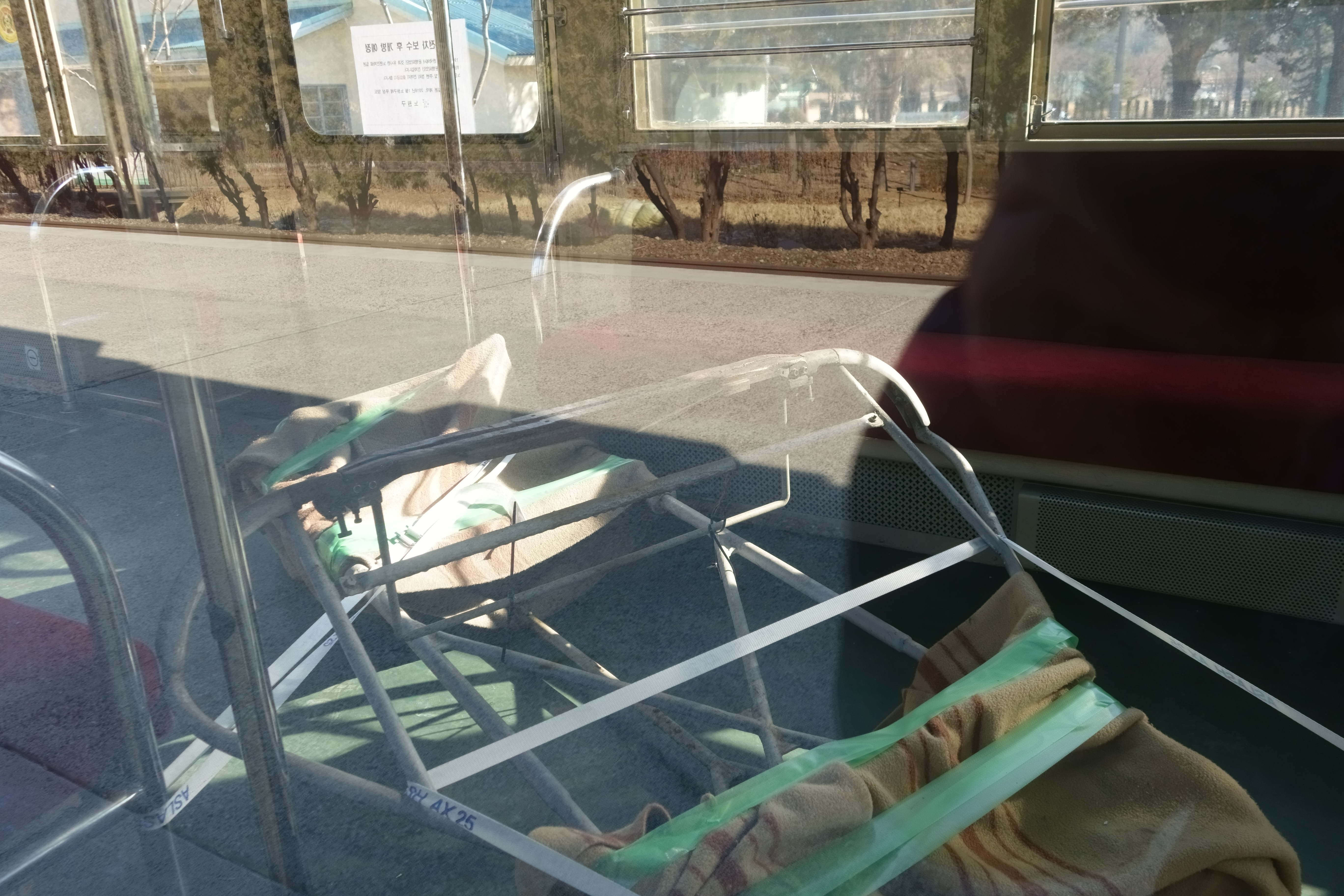
906호의 팬터그래프
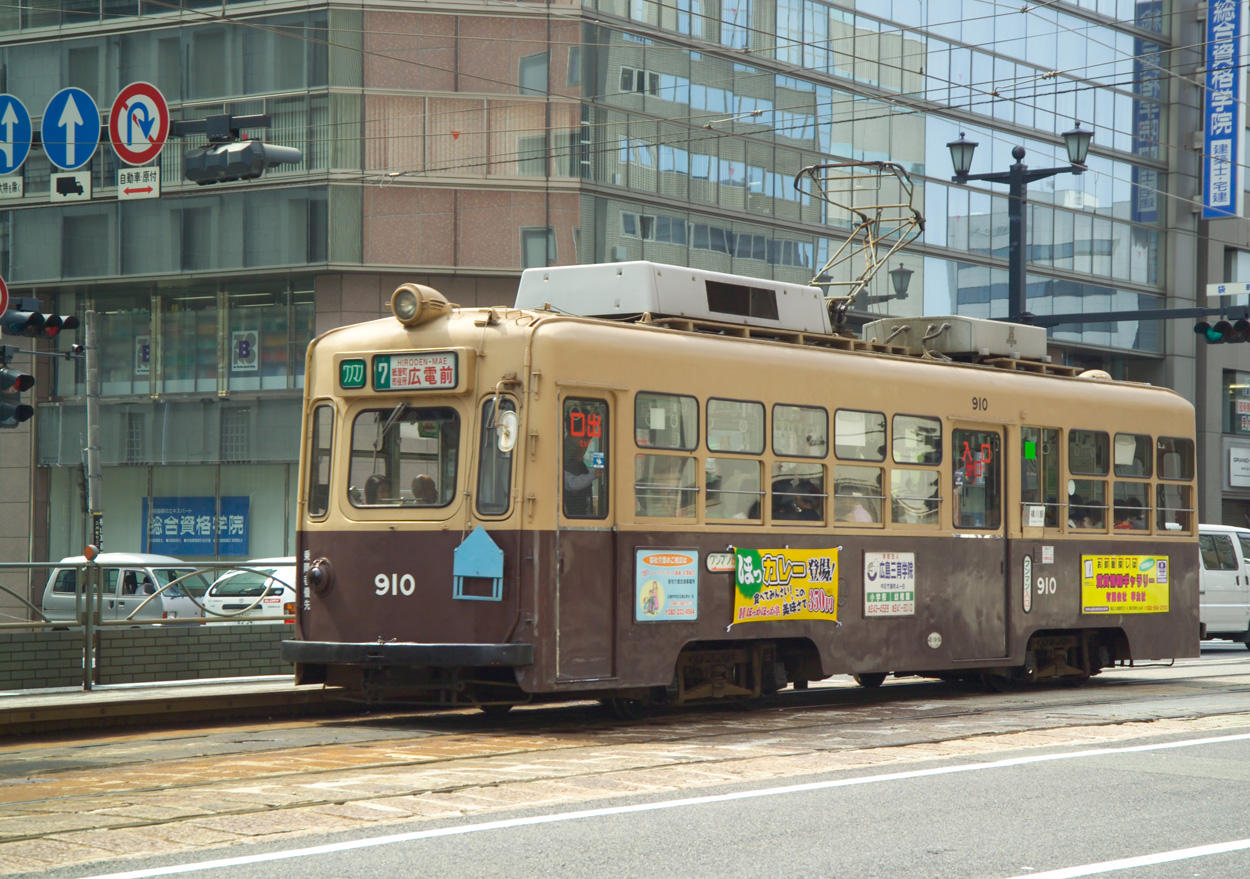
910호
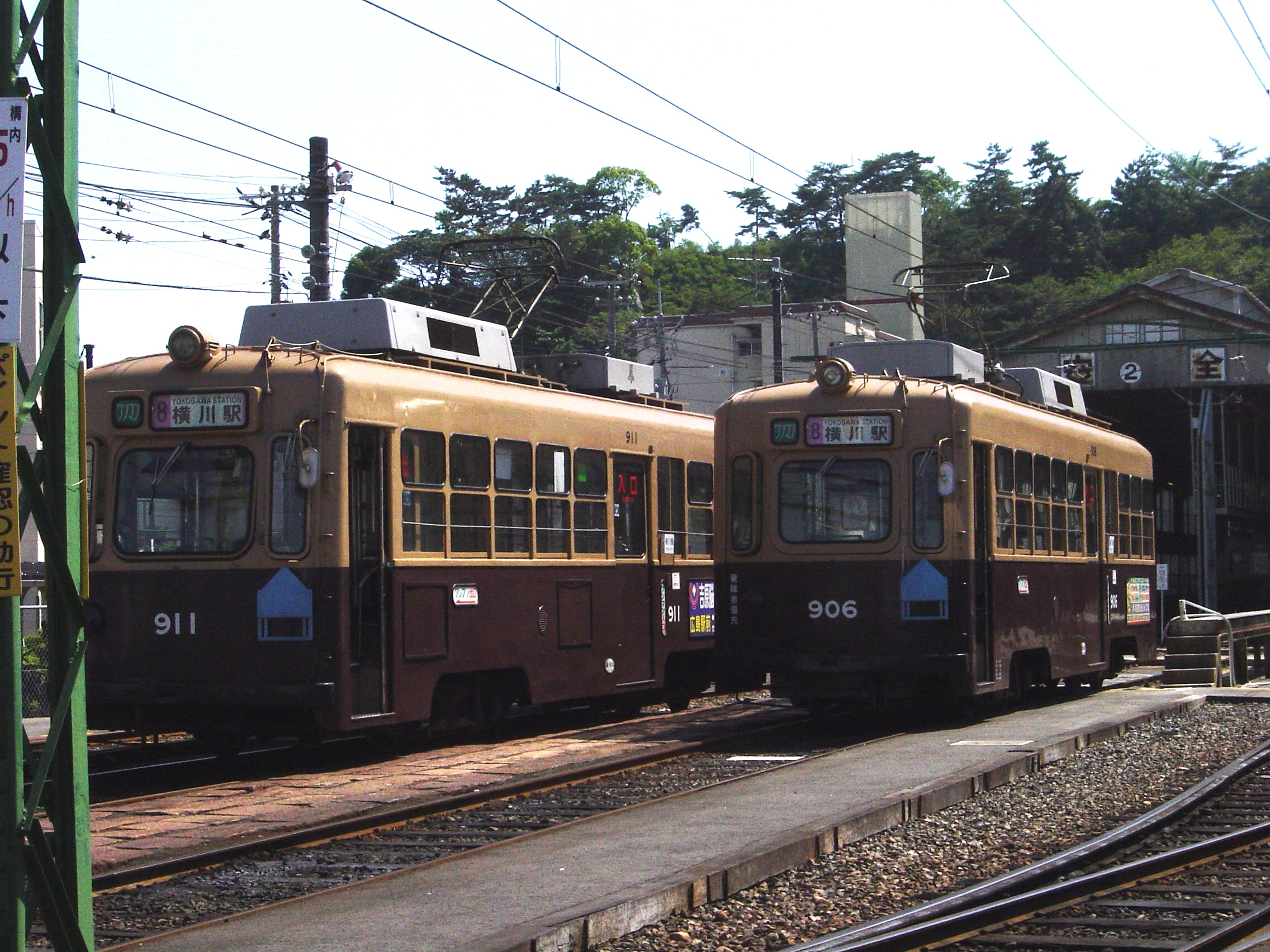
911호(왼쪽)와 906호(2004년, 에바 차고)
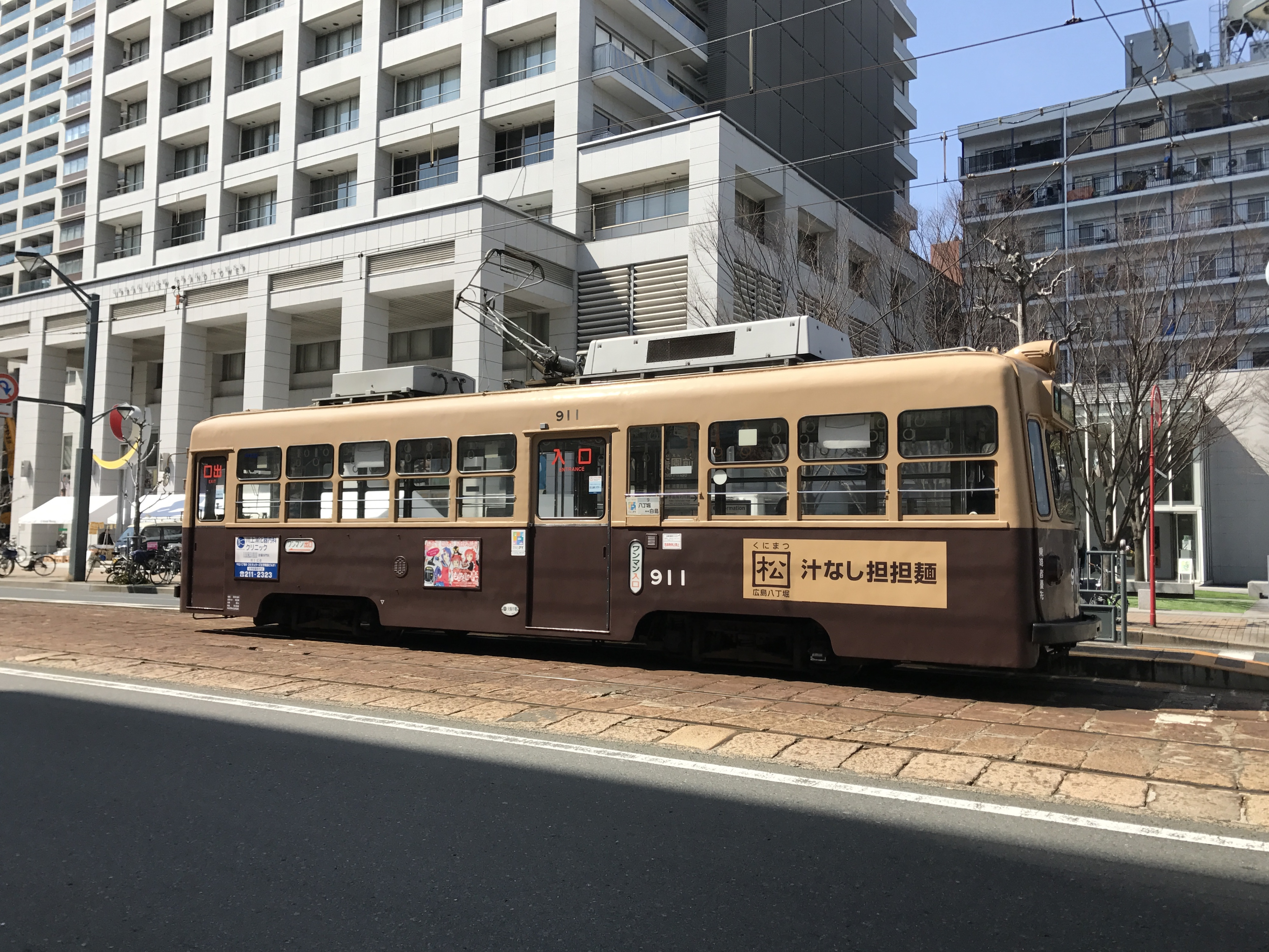
911호(슈쿠케이엔 앞 근방)
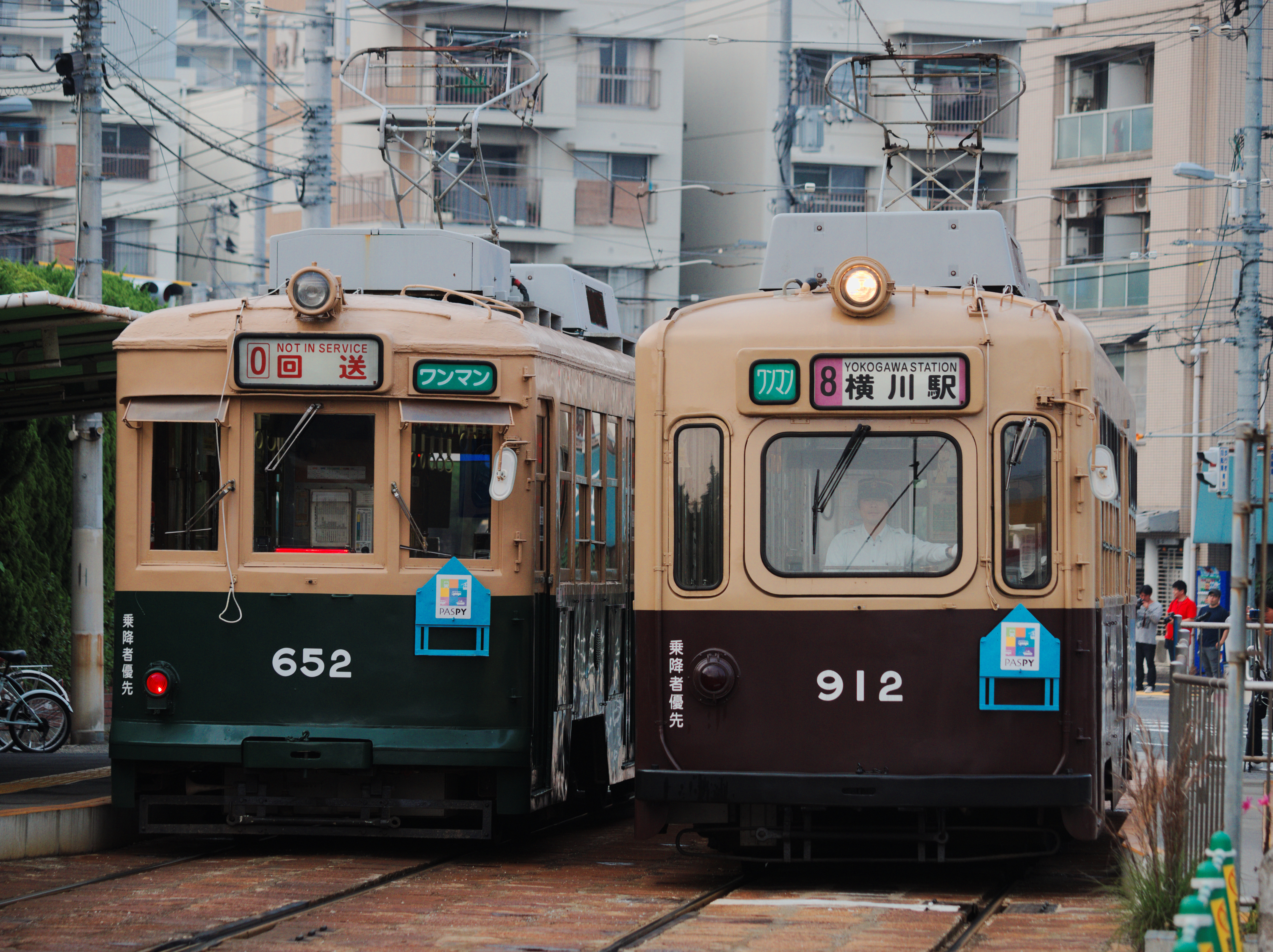
650형 652호와 912호(오른쪽)
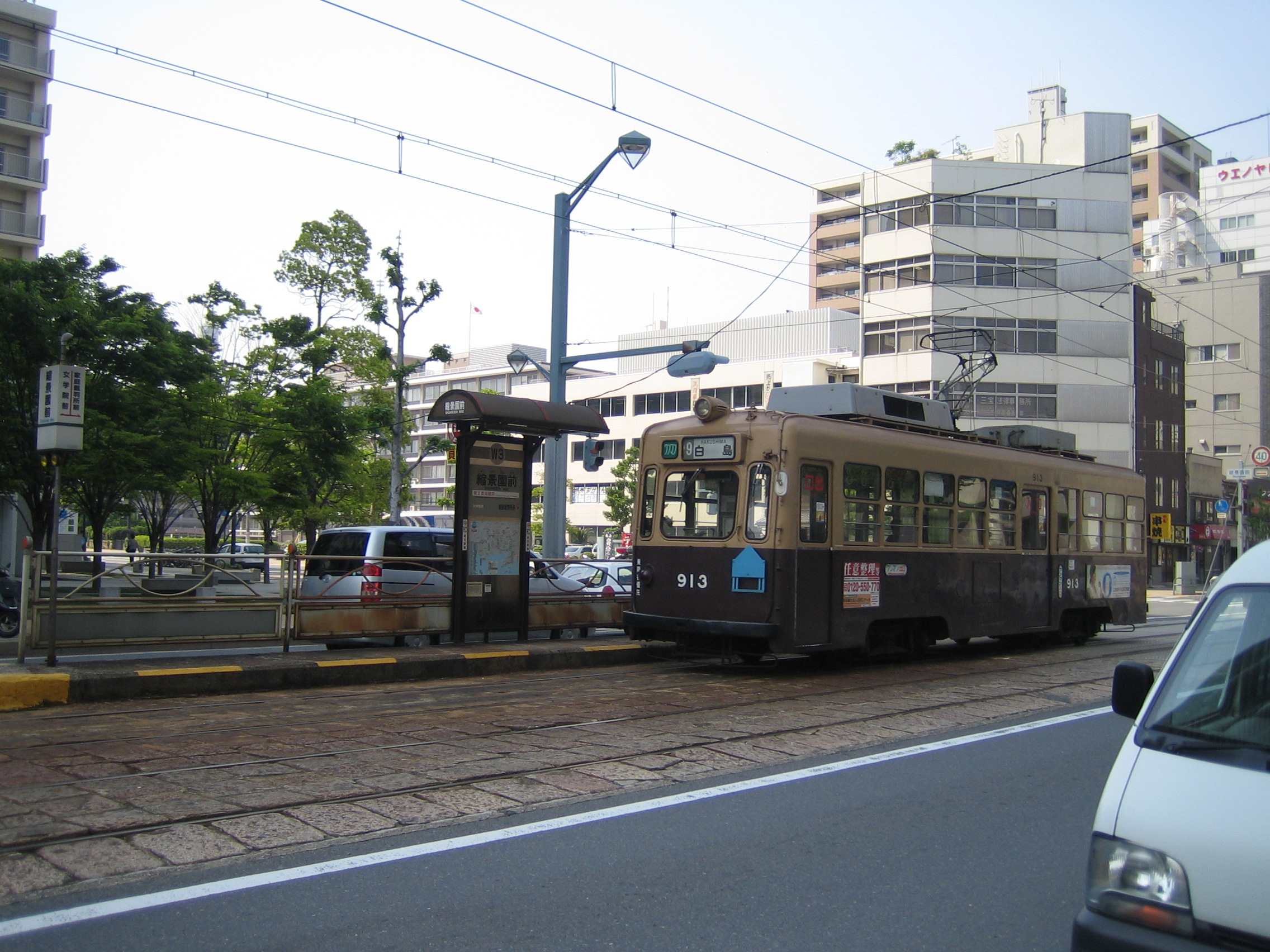
슛케이엔 앞 역에 정차한 913호
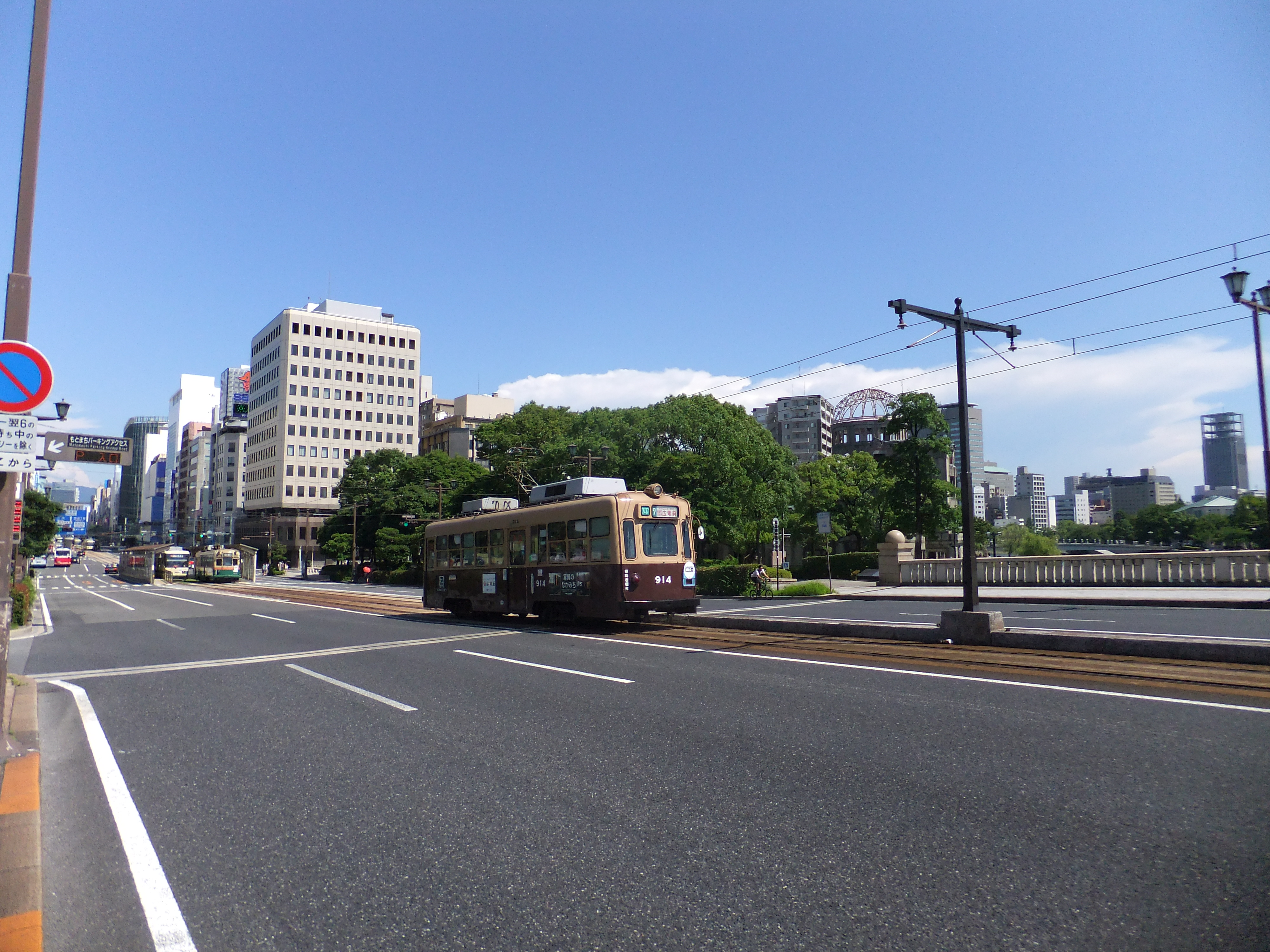
원폭 돔 앞 역을 출발한 914호

### 도서
- 도쿄 공업대학 철도 연구부 『노면전차 가이드 북」 誠文堂新光社, 1976년 6월
- 아오노 구니아키·아라카와 요시오 『사철의 차량 3 히로시마 전철』 보육사, 1985년 4월
- 다쓰미 히로시·후쿠다 세이지 『오사카 시영 전차가 달린 거리 금석』 JTB, 2000년 11월 ISBN 4-533-03651-1
- 데라다 유이치 『로컬 사철 차량 20년 전차 중 사철편』 JTB, 2003년 3월 ISBN 4-533-04718-1
- 『노면 전차 연감 2013』 이카로스 출판, 2013년 1월 ISBN 4-863-20669-0

### 잡지
- 『철도 픽토리얼』 철도 도서 간행회
  - 이시다 아키라·이마 미쓰히데 "히로시마 전철을 말한다" 1990년 11월호(통권 535호) pp.17-24
  - 일본 전차 동호회·주고쿠 지부 "사철 차량 순회(142)히로시마 전철" 1990년 11월호(통권 535호), pp.30 - 35-42 - 51
  - 후지이 노부오 "각지에 흩어진 전 오사카 시영 담" 자료실 선택 12 전차의 시대, 2007년 1월호 별책, pp.117-128
- "철도 팬" 교우사
  - 마쓰바라 아츠시 "시리즈 전차를 찾아 20 히로시마 전철 Part2" 1989년 3월호(통권 335호), pp.101-110